# Касимов Дмитро Васильович
Дмитро Васильович Касимов (Касімов) (1900, село Верхні Казилі Лаїшевського повіту Казанської губернії, тепер Татарстан, Російська Федерація — 21 січня 1995, місто Москва, Російська Федерація) — радянський діяч органів державної безпеки, міністр державної безпеки Башкирської АРСР, полковник державної безпеки. Депутат Верховної ради Башкирської АРСР 2-го скликання. Депутат Верховної Ради СРСР 3-го скликання.

## Біографія
Народився в родині селянина-середняка. З жовтня 1909 до серпня 1917 року працював у господарстві батьків у селі Верхні Казилі. У 1914 році закінчив двокласну школу в селі Бетьки Лаїшевського повіту Казанської губернії. З вересня 1917 до травня 1918 року навчався в міському училищі села Рибна Слобода Казанської губернії. З травня до вересня 1918 року працював у господарстві батьків у селі Верхні Казилі.
У вересні 1918 — травні 1920 року — слухач педагогічних курсів у місті Казані. Одночасно, в 1919—1920 роках — кореспондент газети «Кзил-Алям» у Казані. З травня 1920 до вересня 1921 року — інструктор-агітатор Народнного комісаріату національностей Татарської АРСР, редактор, завідувач видавництва газети «Кзил-Алям» у Казані. У 1921 році закінчив перший курс Казанського університету. З вересня 1921 до червня 1922 року лікувався у військовому шпиталі в Казані.
У червні 1922 — листопаді 1923 року — агент відділення дорожньо-транспортного відділу ДПУ станції Казань. З грудня 1923 до травня 1924 року навчався у Центральній транспортній школі ОДПУ СРСР. У травні 1924 — травні 1927 року — уповноважений відділення дорожньо-транспортного відділу ОДПУ станції Голутвин Московсько-Рязанської залізниці. У травні 1927 — серпні 1929 року — уповноважений відділення дорожньо-транспортного відділу ОДПУ станції Москва Московсько-Рязанської залізниці.
Член ВКП(б) з вересня 1927 року.
У 1929 році закінчив вечірній комуністичний інститут журналістики в Москві.
У серпні 1929 — вересні 1932 року — старший уповноважений 3-го відділення, начальник 5-го відділення дорожньо-транспортного відділу ОДПУ Московсько-Казанської залізниці. У вересні 1932 — грудні 1933 року — начальник відділення дорожньо-транспортного відділу ОДПУ станції Москва Московсько-Київської залізниці. У грудні 1933 — жовтні 1936 року — начальник відділення дорожньо-транспортного відділу НКВС станції Москва Московсько-Курської залізниці.
У жовтні 1936 — 1937 року — помічник начальника 10-го відділення 6-го відділу ГУДБ НКВС СРСР. У 1937 — квітні 1938 року — заступник начальника 14-го відділення 6-го відділу ГУДБ НКВС СРСР. У квітні — липні 1938 року — заступник начальника 14-го відділення 1-го відділу 3-го управління ГУДБ НКВС СРСР. У липні — жовтні 1938 року — заступник начальника 6-го відділення 1-го відділу 3-го управління НКВС СРСР. У жовтні 1938 — травні 1939 року — заступник начальника 6-го відділення 1-го відділу Головного транспортного управління НКВС СРСР.
У травні 1939 — липні 1940 року — начальник дорожньо-транспортного відділу НКВС Сталінградської залізниці.
У липні 1940 — березні 1941 року — начальник 16-го відділення 1-го відділу Головного транспортного управління НКВС СРСР. У березні — червні 1941 року — начальник 4-го відділення 6-го відділу 2-го управління НКДБ СРСР. У червні — серпні 1941 року — начальник відділення «С» 6-го відділу 2-го управління НКДБ СРСР. У серпні — вересні 1941 року — начальник 1-го відділення 1-го відділу Транспортного управління НКВС СРСР.
У вересні 1941 — серпні 1945 року — начальник транспортного відділу НКВС-НКДБ Казанської залізниці. У серпні — жовтні 1945 року — начальник транспортного відділу НКДБ залізниці імені Куйбишева.
25 жовтня 1945 — 15 липня 1946 року — начальник окружного транспортного відділу НКДБ-МДБ Приволзьких доріг.
15 липня 1946 — 16 березня 1953 року — міністр державної безпеки Башкирської АРСР.
23 березня 1953 — 22 квітня 1954 року — заступник міністра внутрішніх справ Башкирської АРСР.
У квітні 1954 року відряджений до КДБ, звільнений 4 червня 1954 року «через службову невідповідність». Потім — на пенсії в Москві.
Помер 21 січня 1995 року в Москві.

## Звання
- старший лейтенант державної безпеки (9.01.1936)
- капітан державної безпеки (19.07.1939)
- майор державної безпеки (25.05.1942)
- полковник державної безпеки (14.02.1943)

## Нагороди
- орден Леніна (25.07.1949)
- орден Червоного Прапора (3.11.1944)
- орден Вітчизняної війни І ст. (29.07.1945)
- орден Трудового Червоного Прапора (22.03.1949)
- орден Червоної Зірки (2.08.1942)
- орден «Знак Пошани» (26.04.1940)
- чотири медалі
- знак «Почесний працівник ВНК—ДПУ (XV)» (9.05.1938)
- знак «Заслужений працівник НКВС» (4.02.1942)